# Liste der Kulturdenkmale in Erfurt

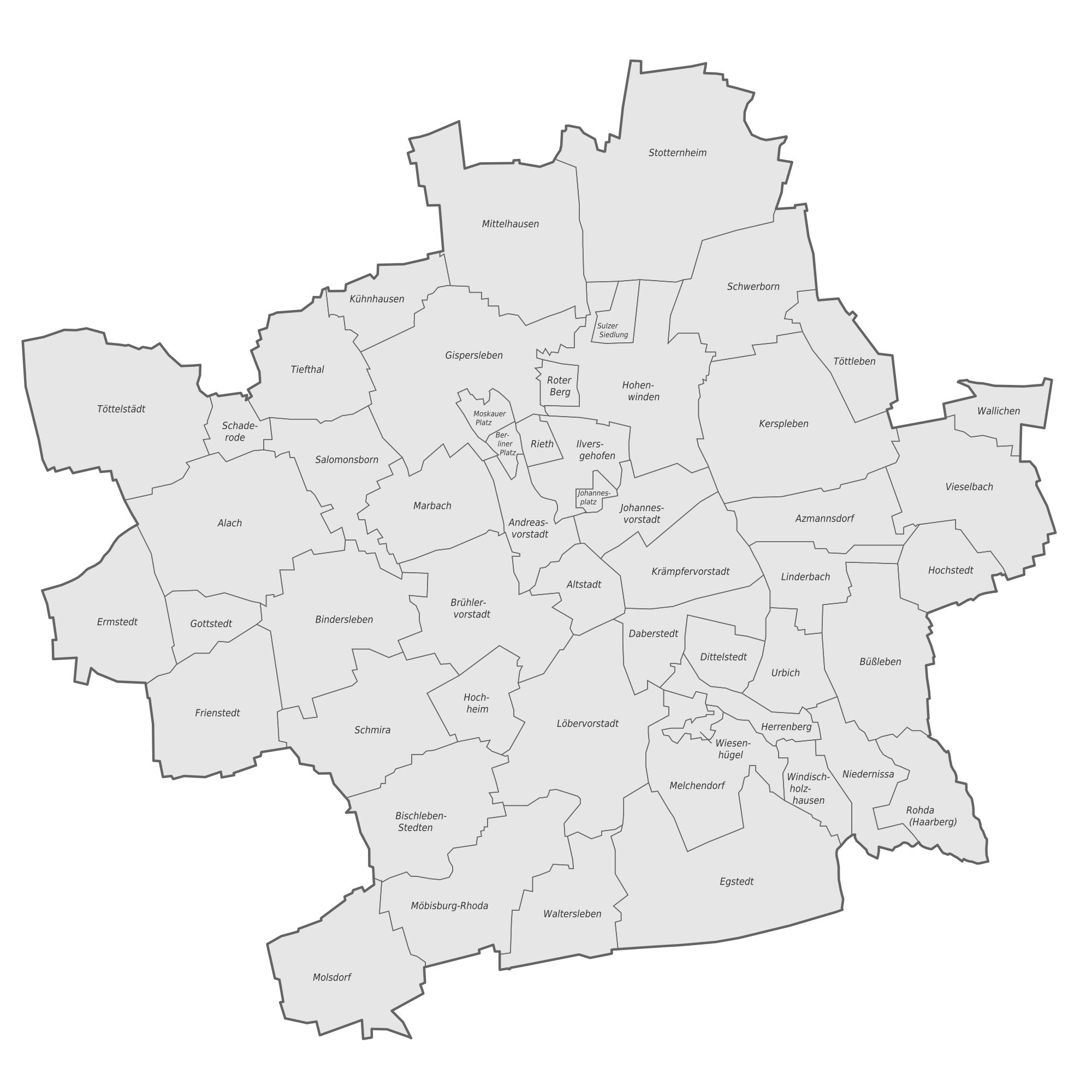
Gliederung der Stadt Erfurt

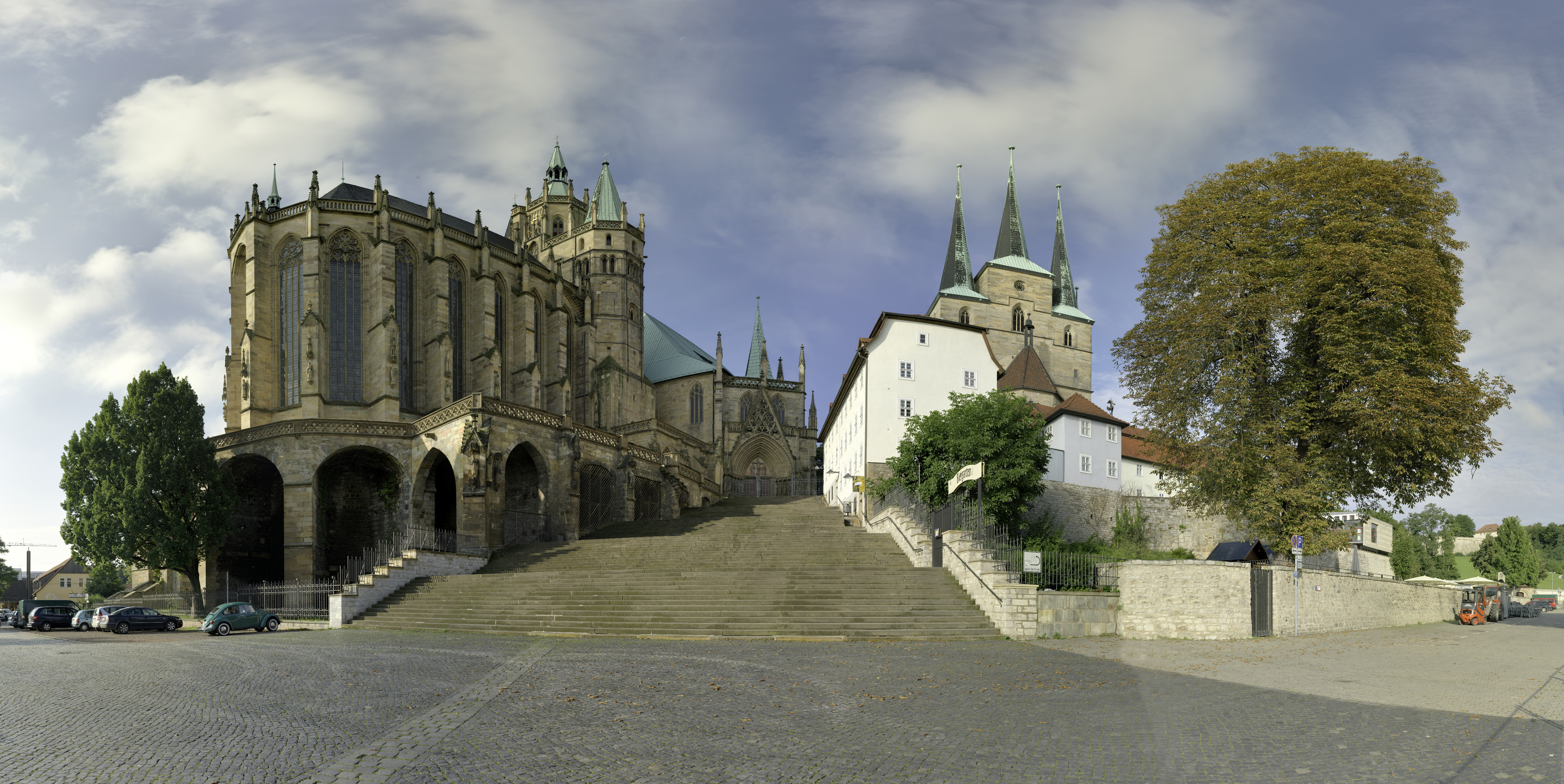
Das denkmalgeschützte Ensemble aus Erfurter Dom und Severikirche, zwei Wahrzeichen der Stadt

Die Liste der Kulturdenkmale in Erfurt umfasst die Kulturdenkmale der thüringischen Landeshauptstadt Erfurt, die vom Thüringischen Landesamt für Denkmalpflege und Archäologie als Bau- und Kunstdenkmale auf dem Gebiet der Stadt mit Stand vom 20. März 2014 erfasst wurden.
Die Liste umfasst 1630 Einzelkulturdenkmale und 54 Denkmalensembles. Der innerhalb der ehemaligen mittelalterlichen Stadtmauer gelegene Altstadtkern ist eine der größten denkmalgeschützten Gesamtanlagen der Bundesrepublik Deutschland.
Die Veröffentlichung der Liste erfolgte nach Aufforderung des Erfurter Denkmalbeirates erst im März 2014 und wurde am 28. März 2014 im Erfurter Amtsblatt
bekanntgemacht.
Die Denkmalliste wird vom Thüringischen Landesamt für Denkmalpflege und Archäologie geführt und regelmäßig aktualisiert. Die hier veröffentlichte Liste besitzt informativen Charakter und ist nicht rechtsverbindlich. Insbesondere können in Einzelfällen auch Objekte Kulturdenkmal sein, die (noch) nicht in der Liste enthalten sind. 

## Aufteilung
Wegen der großen Anzahl von Kulturdenkmalen in Erfurt ist diese Liste in Teillisten nach Stadt- bzw. Ortsteilen aufgeteilt.
| Lage               | Kulturdenkmale in Erfurt-…  |
| ------------------ | --------------------------- |
| Alach              | Alach                       |
| Altstadt           | Altstadt                    |
| Andreasvorstadt    | Andreasvorstadt             |
| Azmannsdorf        | Azmannsdorf                 |
|                    | Bahnhofsviertel             |
| Bindersleben       | Bindersleben                |
| Bischleben-Stedten | Bischleben-Stedten          |
| Brühlervorstadt    | Brühlervorstadt Westteil    |
| Brühlervorstadt    | Brühlervorstadt Ostteil     |
| Büßleben           | Büßleben                    |
| Daberstedt         | Daberstedt                  |
| Dittelstedt        | Dittelstedt                 |
| Egstedt            | Egstedt                     |
| Ermstedt           | Ermstedt                    |
| Frienstedt         | Frienstedt                  |
| Gispersleben       | Gispersleben                |
| Gottstedt          | Gottstedt                   |
| Hochheim           | Hochheim                    |
| Hochstedt          | Hochstedt                   |
|                    | Huttenplatz/Johannesviertel |
| Ilversgehofen      | Ilversgehofen               |
| Johannesvorstadt   | Johannesvorstadt            |
|                    | Kartäuserviertel            |
| Kerspleben         | Kerspleben                  |
|                    | Krämpferviertel             |
| Krämpfervorstadt   | Krämpfervorstadt            |

| Lage               | Kulturdenkmale in Erfurt-… |
| ------------------ | -------------------------- |
| Kühnhausen         | Kühnhausen                 |
| Linderbach         | Linderbach                 |
| Löbervorstadt      | Löbervorstadt              |
| Marbach            | Marbach                    |
| Melchendorf        | Melchendorf                |
| Mittelhausen       | Mittelhausen               |
| Möbisburg-Rhoda    | Möbisburg-Rhoda            |
| Molsdorf           | Molsdorf                   |
| Moskauer Platz     | Moskauer Platz             |
| Niedernissa        | Niedernissa                |
| Rieth              | Rieth                      |
| Rohda (Haarberg)   | Rohda (Haarberg)           |
| Salomonsborn       | Salomonsborn               |
| Schmira            | Schmira                    |
| Schwerborn         | Schwerborn                 |
| Stotternheim       | Stotternheim               |
| Tiefthal           | Tiefthal                   |
| Töttelstädt        | Töttelstädt                |
| Töttleben          | Töttleben                  |
| Urbich             | Urbich                     |
| Vieselbach         | Vieselbach                 |
| Wallichen          | Wallichen                  |
| Waltersleben       | Waltersleben               |
| Windischholzhausen | Windischholzhausen         |

## Stadtteile ohne Kulturdenkmale
Keine Kulturdenkmale gibt es in folgenden acht Stadtteilen:
- Berliner Platz
- Herrenberg
- Hohenwinden
- Johannesplatz
- Roter Berg
- Schaderode
- Sulzer Siedlung
- Wiesenhügel